# Protarcys lutescens
Protarcys lutescens is een steenvlieg uit de familie Perlodidae. De wetenschappelijke naam van de soort is voor het eerst geldig gepubliceerd in 1912 door Klapálek.